# Sven-David Müller

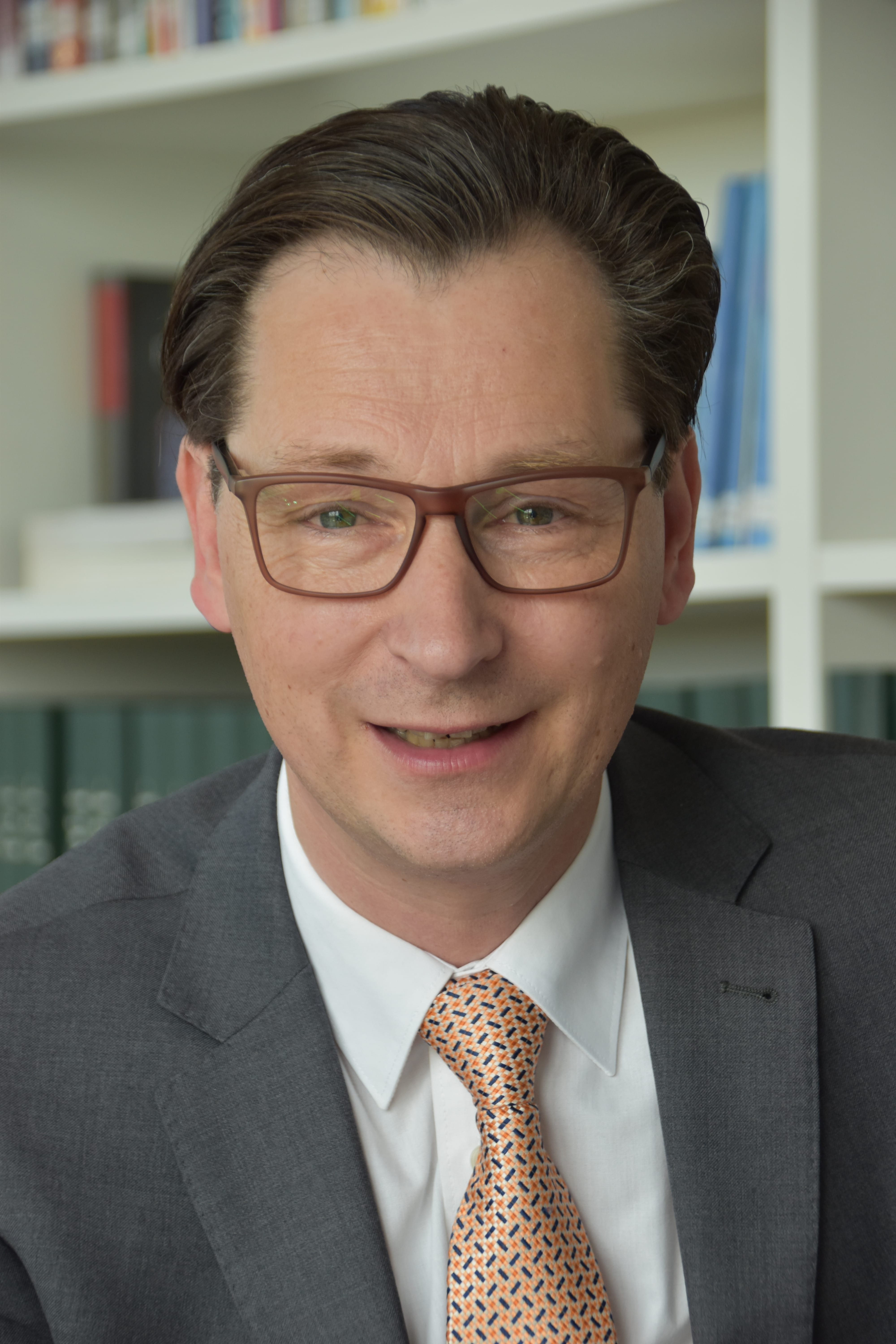
Sven-David Müller (2020)

Sven-David Müller (* 13. September 1969 in Braunschweig, zeitweiliger Familienname Müller-Nothmann) ist ein deutscher Medizinjournalist, Fernsehmoderator, Buchautor und Diätassistent.

## Biografie

### Beruflicher Werdegang
Müller absolvierte eine Ausbildung zum staatlich geprüften Diätassistenten am Lehrinstitut für Gesundheitsberufe in Bad Hersfeld sowie eine Fortbildung zum Diabetesberater der Deutschen Diabetes-Gesellschaft an der Universitätsklinik Jena. Er studierte angewandte Ernährungsmedizin an der Universität für Weiterbildung Krems und erreichte den Grad Master of Science (MSc.). Weiters absolvierte er das Studium „Gesundheitswissenschaft/Public Health“ an der privaten St. Elisabeth Universität für Gesundheitswesen und Soziale Arbeit (SEU) in Bratislava mit Abschluss als PhDr.
Von 1997 bis 2000 wirkte Müller als Pressesprecher und Leiter der Informationsstelle des Universitätsklinikums der RWTH Aachen. Er war zudem Leiter Unternehmenskommunikation und Chefredakteur der Cocomore AG in Frankfurt am Main, Medizinredakteur bei der Bibliomed Medizinische Verlagsgesellschaft, Pressesprecher der imedo GmbH in Berlin und Qualimedic.com AG sowie verantwortlich für die Öffentlichkeitsarbeit und Online-Redakteur beim Gesundheitswissenschaftlichen Institut Nordost (GeWINO) der AOK Nordost.
Seit 2018 ist Müller als Leiter der Stabsstelle Presse und Kommunikation beim Leibniz-Institut DSMZ – Deutsche Sammlung von Mikroorganismen und Zellkulturen in Braunschweig tätig.
Müller ist Autor von 200 Fach- und Sachbüchern, die in vierzehn Sprachen übersetzt wurden und von zahlreichen Artikeln, die überwiegend in deutschsprachigen Fachzeitschriften veröffentlicht wurden. Seine Bücher wurden teilweise unter dem Namen „Sven-David Müller-Nothmann“ veröffentlicht.
Müller moderierte das monatliche TV-Gesundheitsmagazin Gesundzeit im Leipzig Fernsehen, wirkte als Co-Moderator beim Hessischen Rundfunk und war Ernährungsexperte der Zeitschrift Fit for Fun und Schriftleiter der Fachzeitschrift diaita-Zeitschrift für Diätetik.

### Lehrtätigkeit
Seit 2012 hat Müller Lehraufträge für Ernährungstherapie und Medizinjournalismus an der Universität für Weiterbildung Krems inne. 2021 wurde er vom Institut für Healthcare Management der Warsaw Management University zum Honorarprofessor ernannt.

### Sonstige Funktionen und Mitgliedschaften
Müller ist Delegierter für Deutschland der Österreichischen Albert Schweitzer-Gesellschaft. Zudem war er an Gründung und Aufbau des Vereins zur Förderung der gesunden Ernährung und Diätetik (VFED), des Bonner Fördervereins für Diätetik (BFD) sowie der Gesellschaft für Ernährungsmedizin und Diätetik beteiligt. Er war fast zehn Jahre Vorsitzender des VFED und war bis 2005 Mitglied der Schriftleitung von dessen Fachzeitschrift Ernährung und Medizin. Er ist seit der Gründung im Jahr 2006 erster Vorsitzender des Deutschen Kompetenzzentrums Gesundheitsförderung und Diätetik (DKGD).
Müller engagiert sich ehrenamtlich als Botschafter der Lila Hoffnung – CED und Darmkrebshilfe, des Bundesverbands Initiative 50Plus, im Vorstand des Bürgerfernsehens TV38 und moderiert regelmäßig das digitale Kulturmagazin Kultur Talk für Studio Kult TV und hat dort die Redaktion inne.

### Privates
Müller ist geschieden, Vater eines Sohnes und wohnt in Salzgitter-Lebenstedt.

## Publikationen (Auswahl)
- mit Eva Lückerath: Qualitätsmanagement Diätetische Therapie und Diätküche. PMI Verlagsgruppe, Frankfurt/Main 1997, ISBN 3-89119-383-1.
- Rheuma-Ampel. Trias, Stuttgart 2003, 9. überarb. Auflage 2021, ISBN 978-3-432-11488-0.
- Die Müller-Diät. Dauerhafte Ernährungsumstellung für Ihre Idealfiguf. Schlütersche Verlagsgesellschaft, Hannover 2005, 2. überarb. Aufl. 2009, ISBN 978-3-89993-562-2.
- mit Christiane Weißenberger: Köstlich essen für Leber und Galle. Trias, Stuttgart 2006, 3, aktualisiere Aufl. 2016, ISBN 978-3-432-10206-1.
- Diabetes-Ampel. Knaur, München 2008; Trias, Stuttgart 2010, 9. überarb. Aufl., ISBN 978-3-432-11488-0.
- mit Christiane Weißenberger: Das große Diabetes-Kochbuch. Schlütersche Verlagsgesellschaft, Hannover 2009, ISBN 978-3-89993-561-5.
- mit Eva Lückerath: Diätetik und Ernährungsberatung: Das Praxisbuch. 5. aktual. Aufl. Haug Verlag, Stuttgart 2014, ISBN 978-3-8304-7690-0.
- Die 50 besten Cholesterinkiller. Knaur, München 2009; 4. überarb. Aufl. Trias, Stuttgart, 2020, ISBN 978-3-432-11156-8.
- mit Christiane Weißenberger: Das große Gicht-Kochbuch. Schlütersche Verlagsgesellschaft, Hannover 2010; 4. überarb. Aufl. 2020, ISBN 978-3-8426-2950-9.
- Gicht-Ampel. Trias, Stuttgart 2011; 4. überarb. Aufl. 2020, ISBN 978-3-432-11154-4.
- Die 50 besten Blutzuckerkiller. Trias, Stuttgart 2011; 2. überarb. Aufl. 2018, ISBN 978-3-432-10445-4.
- mit Christiane Weißenberger: Das große Arthrose-Kochbuch. Schlütersche Verlagsgesellschaft, Hannover 2012; 4. Aufl. 2022, ISBN 978-3-8426-3112-0.
- mit Christiane Weißenberger: Ernährungsratgeber Niereninsuffizienz und Dialyse. Schlütersche Verlagsgesellschaft, Hannover 2012; 2. aktual. Aufl. 2016, ISBN 978-3-89993-896-8.
- mit Christiane Weißenberger: Das große Cholesterin-Kochbuch. Schlütersche Verlagsgesellschaft, Hannover 2014; 2. Aufl. 2019, ISBN 978-3-86910-082-1.
- mit Christiane Weißenberger: Schonkost: leichte Vollkost bei Sodbrennen, Magendruck, Blähungen, Völlegefühl und Übelkeit. Schlütersche Verlagsgesellschaft, Hannover 2014, 2. Aufl. 2016, ISBN 978-3-89993-934-7.
- mit Kathrin Pfefferkorn: Berufs- und Beratungspraxis für Diätassistenten und Ernährungswissenschaftler. 2. überarb. und erw. Aufl. Mainz Verlag, Aachen 2015, ISBN 978-3-86317-026-4.
- mit Christiane Weißenberger: Das große Kochbuch gegen Bluthochdruck. Schlütersche Verlagsgesellschaft, Hannover 2015, ISBN 978-3-89993-865-4.
- mit Christiane Weißenberger: Das große Kochbuch gegen Rheuma. Schlütersche Verlagsgesellschaft, Hannover 2016; 2. aktual. Aufl. 2018, ISBN 978-3-86910-333-4.
- Die 50 besten Entzündungskiller. Stille Entzündungen besiegen. Trias, Stuttgart 2019, ISBN 978-3-432-10895-7.
- Die 50 besten Virenkiller. Trias, Stuttgart 2021, ISBN 978-3-432-11399-9.
- mit Almut Müller: Anleitung zum entspannten Leben, Dalasa, Wien 2022, ISBN 978-3-9505274-0-7.

## Auszeichnungen
- 2005: Verdienstkreuz am Bande des Verdienstordens der Bundesrepublik Deutschland[17]
- 2013: Ehrenmedaille für Wissenschaft und Kunst der Österreichischen Albert Schweitzer Gesellschaft[8]
- 2013: Ehrendoktorwürde Dr. h. c. der Progress University of Gyumri, Armenien.